# 埃里克·加利莫夫
埃里克·米哈伊洛维奇·加利莫夫（俄語：Эрик Михайлович Галимов，1936年7月29日—2020年11月24日），俄罗斯地球化学家，俄罗斯科学院院士。

## 生平
1936年生于苏联符拉迪沃斯托克（海参崴）。1959年毕业于莫斯科石油天然气工业学院，长期从事地质考察活动。1965年获地质和矿物学副博士学位。1970年获地球化学全博士学位。1973年开始担任苏联科学院地球化学实验室主任。1982年晋升教授。1992年至2015年，担任俄罗斯科学院韦尔纳茨基地球化学和分析化学研究所所长。1991年当选苏联科学院通讯院士。1994年当选俄罗斯科学院院士。1996年当选国际地球化学与宇宙化学协会副会长，2000年至2004年担任会长。2005年起任俄罗斯《地球化学》期刊主编。2015年获俄罗斯联邦国家奖。2020年11月24日逝世。